# Looksfilm
Looksfilm (zapis stylizowany: LOOKSfilm) – niemiecka wytwórnia filmowa produkująca filmy dokumentalne, filmy fabularne i seriale dla kina, telewizji i internetu, założona w 1995. Do tej pory w siedzibach w Lipsku, Berlinie, Rostocku (do 2013 r.), Hanowerze i Halle powstało ponad 100 produkcji. Większość ich powstała w międzynarodowej koprodukcji, prawie wszystkie na rynek międzynarodowy. Portfolio uzupełniają projekty multimedialne, publikacje książek, wystawy, filmy reklamowe i rozwój produkcji dla internetu.

## Historia
LOOKS został założony w 1995 r. w Rostocku przez Gunnara Dedio. Firma wcześnie zaczęła specjalizować się w produkcji obszernych dokumentacji historycznych. Dalsze merytoryczne priorytety stanowią dziedziny: „przyroda”, „nauka”, „sztuka” i „muzyka”. Od samego początku LOOKS szukał kontaktów z międzynarodowymi partnerami.
Pierwszą produkcją kinową LOOKS był film dokumentalny „Hangman – Death has a face” (Henker- Der Tod hat ein Gesicht) Jensa Beckera i Gunnara Dedio. Kwerenda i zdjęcia trwały ponad pięć lat. Autorom udało się połączyć osobiste wypowiedzi ostatnich katów z Niemiec, NRD, Francji, Węgier, Jugosławii i Rumunii w opowieść filmową.
Ważnym partnerem firmy LOOKS w latach dziewięćdziesiątych stał się Mitteldeutscher Rundfunk (MDR). Również Mitteldeutsche Filmförderung (MDM) wspiera produkcje tej firmy. Dlatego Gunnar Dedio założył w 2002 r. & TV GmbH, oddział firmy w Lipsku. Dziś to największa siedziba grupy. W Lipsku rozwijano gatunek filmowy „fabularyzowany film dokumentalny”, produkcje fabularyzowane zajmowały coraz więcej miejsca.
Kamieniem milowym był dziesięcioodcinkowy serial „Life behind the Wall” (Damals in der DDR), który LOOKS wyprodukował w koprodukcji z MDR i WDR w 2004 r. Okazją była 15. rocznica upadku muru berlińskiego. W centrum zainteresowania serialu stoi codzienność, życie i osobiste doświadczenia ludzi w kraju robotników i rolników. Serial telewizyjny przedstawia biografie ludzi z NRD we wszystkich odcieniach. „Life behind the Wall” wykorzystuje nietypowe źródła jak filmy amatorskie, prywatne zdjęcia i osobiste dokumenty. Piosenkę tytułową napisał i zaśpiewał Udo Lindenberg. Serial był, między innymi, wyróżniony nagrodą Adolf-Grimme w 2005 r. Następne seriale to „Life under Napoleon” (2006), „Life with the enemy” (2007) “Hitler’s East Prussia” (2008) i “Life after the Wall” (2010).
W 2005 r. w Berlinie został założony LOOKS Filmproduktionen GmbH, który skupia się na produkcji filmów dokumentalnych i fabularnych dla międzynarodowej publiczności kinowej. Pierwszym kinowym filmem fabularnym była, powstała w ramach koprodukcji z francuskim producentem Serge Lalou (Les Films d’Ici), ekranizacja noweli Kleista „Michael Kohlhaas”. Reżyserowany przez Arnaud des Pallières film pokazuje Madsa Mikkelsena w roli głównej i Bruno Ganza jako gubernatora. W dalszych rolach: David Bennent, David Kross, Melusine Mayence, Denis Lavant, Sergi Lopez i Amira Kasar. Na festiwalu filmowym w Brukseli (Brussels Film Festival) w 2013 r. film otrzymał Złoty Irys (Golden Iris). Film był także w konkursie międzynarodowego festiwalu filmowego w Cannes (Cannes International Film Festival) w 2013 r., a w 2014 r. otrzymał francuską nagrodę filmową César za najlepszy dźwięk dla Jean-Pierre’a Duret, Jeana Mallet, Melissy Petitjean i za najlepszą muzykę dla Martina Wheelera. Był nominowany w czterech dalszych kategoriach (najlepszy aktor: Mads Mikkelsen, najlepszy kostiumolog: Anina Diener, najlepszy operator filmowy: Jeanne Lapoirie i najlepsza scenografia: Yan Arlaud).
Kolejne produkcje kinowe powstały również w koprodukcji z Les Films d’Ici w Paryżu: The Wild Farm w 2010 r. (w reżyserii Dominique’a Garinga) i Michel Petrucciani w 2011 r. (w reżyserii Michaela Radforda), który był w oficjalnym programie festiwalu filmowego w Cannes w 2011 r.
W 2014 r. powstał film dokumentalny Rüdigera Suchslanda „From Caligari to Hitler”, którego premiera światowa odbyła się na festiwalu filmowym w Wenecji i który od tamtej pory był prezentowany na ponad 30 międzynarodowych festiwalach filmowych.
2007 r. został założony LOOKS Musikverlag (wydawnictwo muzyczne). Do kompozytorów reprezentowanych przez te wydawnictwo należą Max Richter, Laurent Eyquem, Carl Carlton, Peter Heppner i Ernst Ströer.
W 2011 r. LOOKS założył spółkę- córkę w Hanowerze, która zajmuje się między innymi dystrybucją. Celem jej założenia było stworzenie własnej infrastruktury do finansowania i dystrybucji produkcji dokumentalnych i fabularnych o tematyce historycznej. Oprócz LOOKS, LOOKS Distribution reprezentuje także takich klientów jak British Pathé, Submarine, Filmwerte (Studio Babelsberg), Written by Mrs. Bach Ltd., NPO Sales/Nederlands Public Broadcasting i Severn Screen.
Dzisiaj LOOKS specjalizuje się w rozwijaniu projektów 360-stopniowych. Poza filmami dokumentalnymi i fabularnymi LOOKS produkuje Radiofeatures, uczestniczy w wystawach towarzyszących, produkuje muzykę, rozwija projekty w internecie, wydaje książki towarzyszące i organizuje imprezy towarzyszące.
Przykładem tego jest fabularyzowany serial dokumentalny „14 – Diaries of the Great War” (14 – Tagebücher des Ersten Weltkriegs): reżyseria: Jan Peter, scenariusz: Jan Peter, Yury Winterberg, który od 2014 r. był emitowany przez ARTE, ARD, BBC, ORF, RAI i 23 inne stacje telewizyjne na całym świecie. Był pierwszym niemieckim serialem, który był licencjonowany przez Netflix US. Promocyjna strona internetowa „14 – Tagebücher des Ersten Weltkriegs” towarzyszyła serialowi telewizyjnemu w języku niemieckim, angielskim i francuskim. Prezentacja w sieci, w oparciu o tytuł produkcji telewizyjnej, opowiada wojnę z perspektywy 14 świadków. Poza tym przedstawia 14 miejsc istotnych dla przebiegu wojny i wyjaśnia za pomocą informacji dodatkowych do 14 pytań historie mentalności wojny. Promocyjna strona „1914, Tag für Tag”, nagrodzona FIPA d’Or 2014, była rozciągającą się przez wiele miesięcy interaktywną opowieścią, która umożliwiła zagłębienie się w czas między styczniem a sierpniem 1914 r.
Od sierpnia 2014 r. W Wojskowym Muzeum Historycznym Bundeswehry (Militärhistorische Museum der Bundeswehr) w Dreźnie miała miejsce duża wystawa pod tytułem „14 – Menschen – Krieg” na temat serialu i I wojny światowej. W centrum uwagi stały liczne osobiste dramaty – osadzone w wydarzeniach epoki. Podstawą tej inicjatywy była kooperacja z LOOKS. Wystawa opierała się na tych samych biografiach i perspektywach pierwszej wojny światowej co serial dokumentalny ARTE i ARD.
Jako uzupełnienie do serialu telewizyjnego pojawił się w wydawnictwie Bucher Verlag i BBC Books obszerny album „14 – Tagebücher des Ersten Weltkriegs”/„The Great War Diaries” Gunnara i Floriana Dedio z przedmową Petera Englunda, jednego z konsultantów serii. Wydawnictwo Campus-Verlag wydało książkę „14 – Der Große Krieg” Olivera Janza. Jako naukowy doradca i przewodniczący grupy ekspertów, profesor Janz wspierał opracowanie scenariuszy i filmów. Jest profesorem Historii Nowożytnej na Wolnym Uniwersytecie (Freie Universität) w Berlinie. Koryguje w swojej książce eurocentryczny pogląd na pierwszą wojnę światową. Za pomocą listów poczty polowej, pism propagandy, zapisków osób odmawiających służby wojskowej, episodów z burdelu na froncie, lokalnych gazet z frontu lub raportów bojowniczki z Szanghaju Oliver Janz rozwinął nowy globalny sposób postrzegania pierwszej wojny światowej.
Ofertę dopełniają liczne imprezy na których był wyświetlany film i prowadzona dyskusja panelowa. W ten sposób premiera serialu telewizyjnego była obchodzona w ambasadzie francuskiej w Berlinie z 300 zaproszonymi gośćmi. Kolejna premiera odbyła się w Strasburgu, gdzie były kręcone duże części serialu. Parterami byli Parlament Europejski, miasto Strasburg i rejon Alzacja. Trzecia premiera odbyła się w Bibliotece Narodowej w Paryżu. Dalsze uroczystości były wystawiane przez Centrum Marca Blocha (Centre Marc Bloch) w Instytucie Francuskim (Institut Français) w Berlinie, Wojskowe Muzeum Historyczne Bundeswehry (Militärhistorische Museum) w Dreźnie, Domy Literatury (Literaturhäuser) w Lipsku, Zurichu i Salzburgu, Dom Filmu Dokumentalnego (Haus des Dokumentarfilms) w Stuttgarcie, Krajowe Centrum Kształcenia Obywatelskiego (Landeszentrale für Politische Bildung) w Nadrenii-Palatynacie, WDR DOK-Werkstatt w Kolonii i Instytucie Francuskiem (Institut Français) w Hamburgu.

## Aktualne projekty
W 2016 r. jest wyświetlany w niemieckich kinach dziewięćdziesięciominutowy fabularyzowany film dokumentalny Jensa Beckera i Maartena van der Duina „Erich Mielke – Master of Fear” (Erich Mielke – Meister der Angst). Naświetlane są charakter i życie wieloletniego szefa Ministerstwa Bezpieczeństwa Państwowego NRD. Film świętował swoją premierę podczas festiwalu filmowego DOK Leipzig w październiku 2015 r. Towarzysząca biografia napisana przez Birgit Rasch i Gunnara Dedio pod tytułem „Ich. Erich Mielke – Psychogramm des DDR-Geheimchefs” pojawiła się w wydawnictwie Sutton Verlag. Wojskowe Muzeum Historyczne Bundeswehry (Militärhistorische Museum) w Dreźnie poświęciło światu szpiegowskiemu wystawę „Achtung Spione! Geheimdienste in Deutschland”, która została otwarta w marcu 2016 r. Liczne uroczystości, między innymi w kilku oddziałach Pełnomocnika Federalnego do spraw Materiałów Państwowej Służby Bezpieczeństwa dawnej NRD (BStU), towarzyszą premierze kinowej. Film będzie przypuszczalnie pokazany w ARTE, MDR i ARD jesienią 2016 r. DVD jest wydane przez Polyband.
Na Kubie został nakręcony przez LOOKS obszerny serial na temat historii Kuby, który został wyemitowany w ZDFinfo w Niemczech. Serial w ośmiu odcinkach opowiada historię karaibskiej wyspy od Krzysztofa Kolumba przez Che Guevarę do Fidela Castro – i nawet odważa się spojrzeć w przyszłość. Serial powstał z okazji wznowienia relacji dyplomatycznych między Kubą i Stanami Zjednoczonymi.
Wiosną 2016 r. Maria Dragus i Devid Striesow stali przed kamerą dla firmy LOOKS w filmie fabularnym „Licht”. Film opowiada historię życia niewidomej pianistki, Marii Theresii Paradis, która mieszka w osiemnastowiecznym Wiedniu. Reżyseruje Barbara Albert, koproducentem jest Nikolaus Geyrhalter Filmproduktion w Wiedniu.

## Filmografia
- 2016: Licht, reżyseria: Barbara Albert, scenariusz: Kathrin Resetarits, 90 minut, kino, koproducent: NGF – Nikolaus Geyrhalter Filmproduktion GmbH, Wiedeń
- 2016: The Cuba Libre Story, reżyseria/scenariusz: Kai Christiansen, Florian Dedio, Emmanuel Amara, 8x45 minut, producenci: Gunnar Dedio (LOOKS), Grégory Schnebelen (Interscoop), Igor Prokopenko (Format TV), koproducenci: ZDFinfo, France Télévision, TV3 Catalunya
- 2016: Generation of Change, 3x52 minuty, 2x90 minut, reżyseria: Sebastian Dehnhard, Maarten van der Duin, Matthias Schmidt, koproducenci: MDR, ARTE, YLE
- 2015: My Friend Rockefeller, reżyseria/scenariusz: Steffi Kammerer, 86 minut, kino, koproducenci: BR, DR
- 2015: Die Wahrheit über den Holocaust, reżyseria/scenariusz: William Karel, Blanche Finger, Florian Dedio, 8x43 minuty, 1x52 minut, 1x43 minuty, koproducenci: France Télévisions, ZDFinfo
- 2015: Erich Mielke – Master of Fear, autorzy: Maarten van der Duin, Jens Becker, 90 minut, kino, koproducenci: MDR/ARTE
- 2014: From Caligari to Hitler – German Cinema in the Age of the Masses 1918 – 1933, reżyseria/scenariusz: Rüdiger Suchsland, 113 minut, kino, koproducenci: ZDF/ARTE, Marnau-Stiftung, Transit-Film
- 2014: Caligari- How horror came in the cinema, expressionism and cinema in the Weimar Republic, reżyseria/scenariusz: Rüdiger Suchsland, 52 minuty, koproducenci: ZDF/ARTE, Marnau-Stiftung, Transit-Film
- 2014: Written by Mrs. Bach, reżyseria/scenariusz: Alex McCall, 52 minuty, koproducenci: Written by Mrs. Bach Ltd.
- 2014: Small Hands in a Big War, reżyseria: Matthias Zirzow (odcinki 2-8); Anna van der Heide, Nicole van Kilsdonk (odcinek 1), scenariusz: Maarten van der Duin, 8x23 minut, koproducenci: NDR/ARTE, BBC/MG Alba, S4C, UR, Cwmni Da, SRF[6]
- 2014: 14 – Diaries of the Great War, reżyseria: Jan Peter, scenariusz: Yury Winterberg, Jan Peter, Andrew Bampfield, Stephan Falk, Florian Huber, Maarten van der Duin, 8x52 minut, 4x52 minut, NDR (Ulrike Dotzer/Alexander von Sallwitz), SWR (Gerolf Karwath/Walter Sucher), WDR (Gudrun Wolter), ORF (Gerhard Jelinek), NTR/VPRO, Les Films d’ici, LOOKS Film & TV, Filmoption International, AB Productions, Cwmni Da, CNRS Images; we współpracy z: ARTE, BBC, S4C, SBS-TV Australia, SVT, TG4, Toute l’histoire, Eurovision
- 2013: Inside the War, autor: Nikolai Vialkowitsch, 95/103 minut (3D HD), kino, koproducenci: Parallax Raumprojektion, ECPAD, Stamm Film, RBB/ARTE
- 2013: Michael Kohlhaas, reżyseria: Arnaud des Pallières, scenariusz: Christelle Berthevas and Arnaud des Pallières, 120 minut, kino, koproducenci: ARTE, France Cinéma, ZDF/ARTE, Rhône-Alpes Cinéma, Hérodiade, K’ien Productions, CINÉ+, Canal+
- 2013: The Kaiser’s Last Dance, reżyseria: Florian Huber, autorzy: Daniel Schönpflug, Henning Holster, 43 i 52 minut (HD), koproducent: NDR[7]
- 2013: True Stories, autorzy: Paul Nelson, Oscar Chan, Mike Wafer, Phil Stebbing, 5x52 minut, koproducenci: Blink films, ZDF/ARTE
- 2013: Last Stop Bad Kleinen – The Failure of the German Security Agency, autor: Anne Kauth, 52 minut, koproducenci: WDR/ARTE
- 2013: Lyndon B. Johnson – Succeeding Kennedy, reżyseria/scenariusz: Claire Walding, 52 minut, koproducenci: RBB/ARTE, Megafun Kanada Paul Cadieux
- 2013: Spies of Mississippi – The betrayers of freedom, reżyseria: Dawn Porter, scenariusz: Rick Bowers, Dawn Porter, 52 minuty, koproducenci: NDR/ARTE, Ulrike Dotzer, PBS, ITVS[8]
- 2012: Hindenburg & Hitler, reżyseria/scenariusz: Christoph Weinert, 52 i 90 minut, koproducenci: NDR/ARTE[9]
- 2012: When Rostock-Lichtenhagen burned, reżyseria/scenariusz: Florian Huber, 44 minuty, koproducenci: MDR/ARTE
- 2012: Our Language is Rap – A Franco-German music experiment, reżyseria/scenariusz: Henrike Sandner, 26 minut, koproducenci: MDR, ARTE
- 2012: Wild Erfurt, reżyseria/scenariusz: Jonas Herrmann, 45 minut, koproducenci: MDR
- 2012: Magic Skies – A History of the Art of Fireworks, reżyseria/scenariusz: Henrike Sandner, 52 minuty, koproducenci: MDR, Cwmni Da
- 2012: Wallis – Loved and Lost, scenariusz: Claire Walding, 52 minuty, koproducenci: RBB/ARTE, Mechthild Lehning, Megafun Kanada Paul Cadieux
- 2012: History Shorts, autor: Claudia Hentze, 100x3 minuty, koproducenci: British Pathé
- 2012: 1712 – Battle of the Baltic, reżyseria/scenariusz: Florian Dedio, 45 minut, koproducenci: NDR,DR
- 2012: Lenin – The End of the Myth, scenariusz: Ullrich H. Kasten, Hans-Dieter Schütt, 55/90 minut (HD), koproducenci: ZDF/ARTE[10]
- 2011: Smugglers, treasures, borders, reżyseria/scenariusz: Andreas Wolter
- 2011: Zdrada Churchilla. Tajemnicza śmierć gen. Sikorskiego, reżyseria: Christoph Weinert, scenariusz: Dierk Ludwig Schaaf, Christoph Weinert, 52 minuty, koproducenci: NDR/ARTE, TVN S.A.
- 2011: Memory on Display – The Paper Illusions of Thomas Demand, autor: Jeremy JP Fekete, 30 minut, koproducenci: RBB/ARTE
- 2011: Michel Petrucciani – A life against time, reżyseria/scenariusz: Michael Radford, 90 minut, kino, koproducenci: Bruce Marks, Liaison Films, Roger Willemsen, Noa Noa Film, Arte France Cinema[11]
- 2011: To hunt with falcons. In duties of air safety, autor: Florian Dedio, koproducent: NDR
- 2010: Mein Germany – U.S. troops in the wasteland, autor: Mathias Haentjes, 43 i 52 minuty, telewizja, koproducent: WDR
- 2010: Power and Passion – Prussia’s Chancellor Hardenberg, reżyseria: Gordian Maugg, autorzy: Daniel Schönpflug, Gordian Maugg, 45 i 52 minuty, koproducenci: NDR/ARTE
- 2010: Wild Dresden, reżyseria/scenariusz: Hiltrud Jäschke, 45 minut, koproducent: MDR
- 2010: Berlin, 1885 – The Africa Conference, autor: Joël Calmettes, 90 minut, koproducenci: Les films d’ici, Les films de la passerelle, Arte France, RBB/ARTE, RTBF
- 2010: Germany up in arms, autor: Lutz Hofmann, 43 minuty, koproducent: NDR
- 2010: Shots from the Garden – The Rohwedder case, reżyseria: Anne Kauth, Bernd Reufels, scenariusz: Anne Kauth, Bernd Reufels, 43 i 52 minuty, koproducenci: ZDF/ARTE, Martin Pieper, Christian Dezer
- 2010: Life after the Wall, reżyseria: Mira Thiel, Jan Peter, scenariusz: Jan Peter, Yury Winterberg, Ariane Riecker, Ulrike Biehounek, Mira Thiel, 6x45, 2x52 i 4x52 minuty, koproducenci: MDR, RBB, France 5, Deutsche Welle
- 2010: On the Road in Southern Africa: South Africa, Botswana, Namibia, reżyseria: Wilma Pradetto, scenariusz: Wilma Pradetto, Eberhard Rühle, 5x43 i 5x52 minuty, koproducenci: NDR/ARTE
- 2010: The Wild Farm – Without the farmer things get wild, reżyseria: Dominique Garing, scenariusz: Dominique Garing, Frédéric Goupil, 90 minut, kino, koproducenci: Studio Canal, France 2, Canal+, NDR, WDR
- 2010: Meine Einheit – Destinies in a united Germany, scenariusz: Jan Peter, Yury Winterberg, 90 i 45 minut, koproducenci: MDR, RBB
- 2010: The Battle at the Harzhorn – Rome’s last campaign into Germania, scenariusz: Florian Dedio, Georg Schiemann, 52 minuty, koproducenci: NDR, GA&A
- 2010: Hans Zimmer – The sound of Hollywood, scenariusz: Ariane Riecker, Dirk Schneider, 52 minuty, koproducenci: NDR/ARTE
- 2010: Jellyfish: Poisonous beauties in the Baltic Sea, autor: Florian Dedio, koproducent: NDR
- 2010: Cape of Good Voices – South Africa Hooked on Opera, autor: Ralf Pleger, 53 minuty, koproducenci: NDR/ARTE, ARTE G.E.I.E.
- 2010: Molotov – The Man Behind the Cocktail, autorzy: Ullrich H. Kasten, Hans-Dieter Schütt, 90 minut, koproducenci: ZDF/ARTE
- 2009: Luise – Queen of Hearts, autorzy: Daniel Schönpflug, Georg Schiemann, koproducent: NDR
- 2009: Secrets in History, autorzy: Tom Fugmann, Reinhard Joksch, Wolfgang Klauser, Till Lehmann, Regina Hamborg, Anne Kauth, 8x30 minut, koproducenci: MDR, NDR
- 2009: The Edelweiss Enigma – Star of the Alps, autorzy: Ruth Berry, Wolfgang Beck, 52 minuty, koproducenci: Ruth Berry, ORF, ARVO, Arte France
- 2008: In the clutches of the Stasi – A look behind the scenes at the STASI prisons, scenariusz: Bettina Renner, koproducent: MDR
- 2008: Comrade Couture, autor: Marco Wilms, 84 minut, kino, koproducenci: HELDENFILM, COBOS Film BV, ZDF we współpracy z ARTE, AVRO, ORF, YLE Teema
- 2008: Hitler’s East Prussia, autor: Florian Huber, 2x45 minut i 90 minut, koproducent: MDR
- 2008: 24 UTC – The World at Midnight, scenariusz: Britt Beyer, Sophie Heldman, Susanne Binninger, 3x52 minuty, koproducenci: RBB/ARTE, NDR
- 2008: In Search of America – A road trip through the USA in 100 days, autor: Petra Haffter, 5x43 minuty i 5x52 minuty, koproducenci: RBB, NDR we współpracy z ARTE
- 2008: Hitler & Stalin – Portrait of hostility, autorzy: Ullrich H. Kasten, Hans-Dieter Schütt, 90 minut, koproducenci: ZDF, ARTE, Istituto Luce S.P.A., Transit Film GmbH, Discovery Communications Europe
- 2008: Of Sharks and Men – A Film about Fear, reżyseria: Dirk Steffens, autor: Florian Dedio, 4x52 minuty, koproducenci: Flying Fox Productions, Angel Productions
- 2007: Ernst Heinkel – The dream of flying, autor: Jörg Herrmann, 52 minuty, koproducent: NDR
- 2007: Life with the enemy, reżyseria: Karsten Laske, autorzy: Steffen Schneider, Mathias Haentjes, 4x43 minuty, koproducenci: MDR, WRD
- 2007: Hitler & Mussolini – A Fateful Relationship, scenariusz: Ullrich H. Kasten, Hans von Brescius, 90 minut i 2x52 minuty, koproducenci: RBB, SWR, ARTE, Istituto Luce, Transit Film
- 2006: Life under Napoleon, reżyseria: Georg Schiemann, autorzy: Elmar Bartlmae, Steffen Schneider, 4x52 minuty/2x52 minuty, koproducenci: MDR, WDR, ARTE
- 2006: Hoffen zwischen Tod & Leben, reżyseria: Till Lehmann, 5x26 minut, koproducenci: NDR we współpracy z ARTE
- 2004: Life behind the Wall, reżyseria: Karsten Laske, autorzy: Sven Ihden, Roland May, Reinhard Joksch, Ute Gebhardt, Burkhard Kunst, Steffen Schneider, Britt Beyer, Susanne Binninger, 10x52 minuty, koproducenci: MDR, WDR
- 2004: Europe’s Old New Faces, autorzy: Piotr Trzaskalski (Polska), Ferenc Török (Węgry), Maja Weiss (Słowenia), Valdas Navasaitis (Litwa), Alice Nellis (Czechy), Marie Brigulio (Malta), Diomides Nikitas (Cypr), Peter Kerekes (Słowacja), Viesturs Kairiss (Łotwa), Anri Rulko (Estonia), 10x26 minut, koproducenci: Opusfilm/Polska, Allfilm/Estonia, KaupFilma/Łotwa, VG Studio/Litwa, Praszka Kinemateka/Czechy, Where’s everybody/Malta, Belafilm/Słowenia, ArtVision/Cypr, KatapultFilm/Węgry i ARTE/RBB[12]
- 2003: Urlaubsmaschine Prora – The Nazi seaside resort on Rugen, autor: Steffen Schneider, 52 minuty, koproducenci: Greenspace Productions, AVRO, NDR
- 2003: The travels of the Mona Lisa – The migration of a star through worlds and ages, reżyseria: Dolors Genovés, 52 minuty, koproducenci: La Productora, ARTE, ZDF, Televisó de Catalunya, AVRO
- 2003: Checkmate – The superpowers behind the Rumanian revolution, autor: Susanne Brandstätter, 60 minut, koproducenci: ARTE, ZDF, 3sat, ORF, Parrallel 40, Duna TV, TV Romania, Magyar TV
- 2003: Genesis II – Recreating Nature, reżyseria: Jean Baptiste Erraca, Laurent Frapat, autor: Frédéric Lepage, 7x52 minuty, 1x90 minut i 3x26 minut, koproducenci: Tele Images Nature, VOX, France 5, Discovery
- 2002: Der ausgestopfte Mohr, reżyseria/scenariusz: Christian Schumacher, Dr. Gorch Pieken, Jörg Oswald, 43 minuty, koproducenci: DiPOL Film, ZDF
- 2002: A Hospital for the King of the Skies, autor: Steffen Schneider, 52 minuty, koproducenci: ZED SARL, VOX, Discovery Channel, France 5, MSH, MiraMedia GmbH
- 2001: Hangman – Death has a face, reżyser: Jens Becker, autorzy: Jens Becker, Gunnar Dedio, 52 i 85 minut, kino, koproducenci: ORB, BR, SFB

## Publikacje książkowe
- 2015: Ich. Erich Mielke, Gunnar Dedio i Birgit Rasch, towarzysząca książka do filmu, Sutton Verlag
- 2014: The Great War Diaries: Breathtaking Colour Photographs from a World Torn Apart, Gunnar i Florian Dedio, przedmowa: Peter Englund, BBC Books/Bucher Verlag
- 2013: 14 – Der Große Krieg, Das wissenschaftliche Begleitbuch zur TV-Serie, Prof. Oliver Janz, Campus-Verlag
- 2010: Luise von Preußen, Daniel Schönpflug, C.H. Beck
- 2010: Die Wilde Farm, Silke Lambeck, Bloomsbury
- 2010: Damals nach der DDR, Simone Schmollack/Katrin Weber-Klüver, Aufbau
- 2008: Damals nach dem Krieg, Sven Reichardt, Malte Zierenberg, DVA
- 2008: Damals in Ostpreußen, Andreas Kossert, DVA
- 2004: Damals in der DDR, Hans-Hermann Hertle/Stefan Wolle, C. Bertelsmann
- 2002: Die letzten Henker, Gunnar Dedio i Jens Becker, Das Neue Berlin

## Wystawy
- Damals in der DDR. 20 Geschichten aus 40 Jahre, Haus der Geschichte Bonn, 2005 – 2010 w 22 miastach, 120.000 odwiedzających
- 14 – Menschen – Kriege, Militärhistorische Museum, 2014/15, 80,000 odwiedzających

## Nagrody
- 2015: Promocyjna strona 14 Tagebücher des Ersten Weltkrieges | Comenius-EduMedia-Award, nagrodzona przez Institut für Bildung und Medien der Gesellschaft für Pädagogik, Information und Medien e.V.
- 2015: 14 – Diaries of the Great War | nominacja Jan Peter i Yury Winterberg do “Prix Franco-Allemand du Journalisme” w kategorii “Wideo”, nominacja do Deutscher Fernsehpreis
- 2015: 14 – Diaries of the Great War | Platinum Remi Award od Houston International Film Festivals w kategorii “serial telewizyjny – dokumentalny”
- 2015: 14 – Diaries of the Great War | New York Film Festival Gold Medal 2015[13]
- 2015: 14 – Diaries of the Great War | Prix Italia Special Mention 2015
- 2015: Written by Mrs. Bach | New York Film Festival Gold Medal 2015
- 2015: Inside the War | Nagroda Publiczności, 3D-Film Festival Los Angeles
- 2015: Inside the War | Najlepsza Muzyka Filmowa, 3D Film & Music Fest Barcelona, wyróżnienie w kategorii “film dokumentalny” (Mención Especial en la Categoría Documental)
- 2015: Inside the War | Nagroda Publiczności, 11. Freiburger Filmfest
- 2014: 14 – Diaries of the Great War | Nagroda specjalna Jury Robert Geisendörfer Preis | nominacja w kategorii “Najlepszy miniserial – dokumentacja” dla Deutscher Fernsehpreis
- 2014: Michael Kohlhaas | César 2014 w kategorii “Najlepsza Muzyka Filmowa” and “Najlepszy Dźwięk”

Nominacje w czterech dalszych kategoriach: Najlepszy aktor: Mads Mikkelsen, Najlepszy operator filmowy: Jeanne Lapoirie, Najlepsza scenografia: Yan Arlaud, Najlepszy kostiumolog: Anine Diener
- 2013: Michael Kohlhaas | Golden Iris Award w Brussels Film Festival 2013, nominacja w kategorii “najlepszy film” w Cannes International Film Festival 2013
- 2006: Hoffen zwischen Tod & Leben | Medienpreis Mecklenburg-Vorpommern
- 2005: Life behind the Wall | Adolf Grimme Preis w kategorii “Najlepszy Film Dokumentalny”, Hans-Klein-Medienpreis 2005
- 2000: Fit für Jesus (Steffen Schneider), Axel-Springer-Preis